# Rocca di Offagna
La Rocca di Offagna è un'importante fortezza medievale delle Marche, sita nella cittadina di Offagna.
Venne eretta dalla Repubblica marinara di Ancona per proteggere i suoi possedimenti di terraferma, in particolare delle mire espansionistiche della vicina e potente città di Osimo. Offagna entrò così a far parte dei Castelli di Ancona. La rocca è stata dichiarata monumento nazionale dal 1902.

## Storia e descrizione

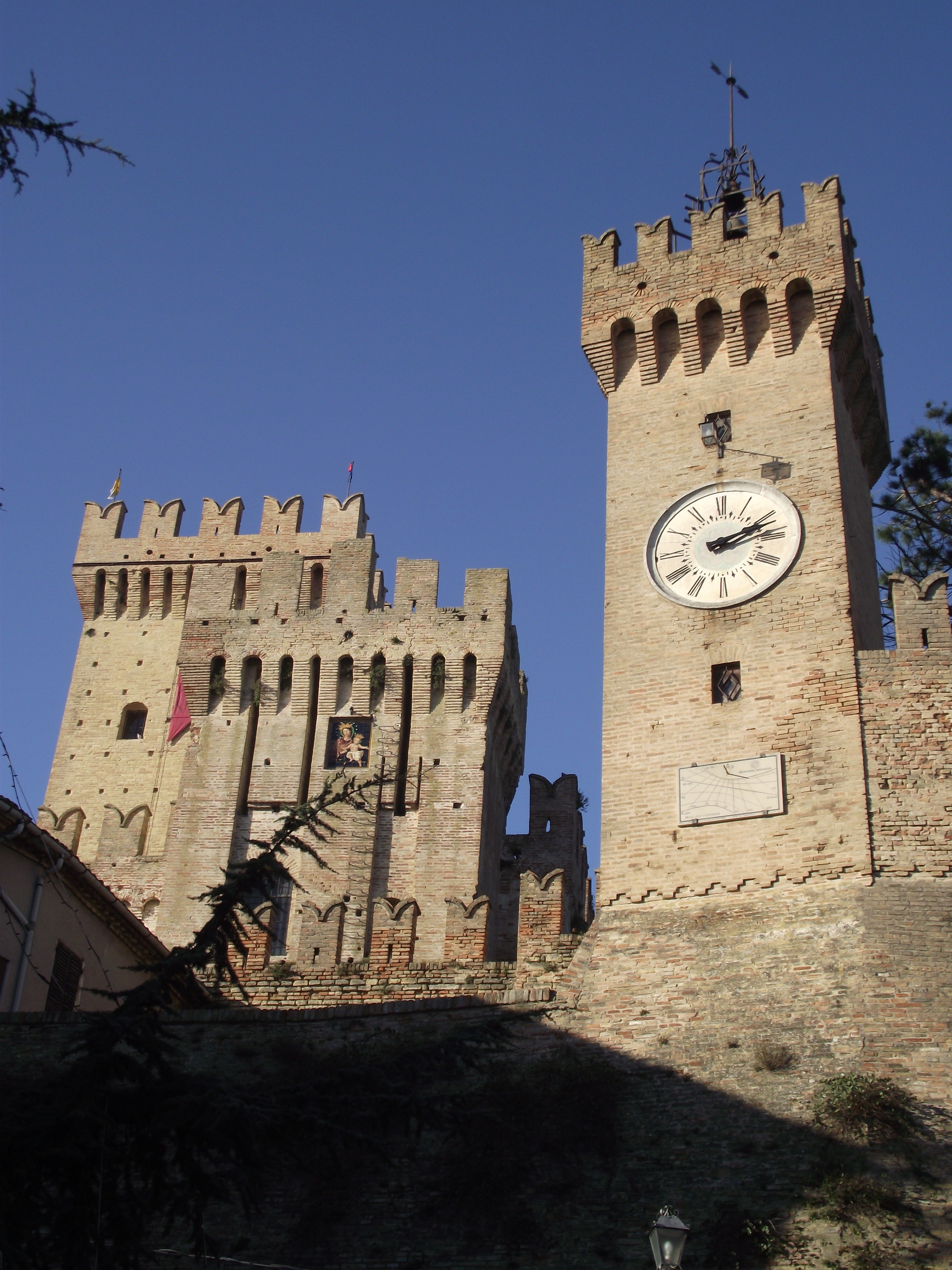
La Rocca vista dalla piazza principale, con la Torre dell'Orologio.

Rappresenta un importante esempio di architettura militare nelle Marche, il più grande fra i Castelli di Ancona.
Venne eretta per volere degli anconetani fra il 1454 e il 1456 come difesa al territorio della loro fiorente Repubblica marinara, affidando l'esecuzione a maestranze lombarde.
Si presenta come un massiccio quadrilatero con Mastio centrale, posto in posizione dominante su una rupe tufacea, anch'essa fortificata. La rupe fungeva da vera forza difensiva, quando i due ponti levatoi (uno piccolo per la gente e uno più grande per i cavalli) venivano ritirati la rocca era praticamente isolata. D'altra parte, al piano terra c'era un pozzo di circa 30 metri di profondità che garantiva l'acqua all'intero complesso.
Le spesse mura in laterizio vennero ideate per resistere non al lancio di pietre e macigni, bensì alle nuove armi da fuoco , testimoniato anche dalle 50 postazioni da bombarde. Alla sommità sono i cammini di ronda, la cui merlatura è ghibellina, a coda di rondine. Ulteriori cortine murarie, intervallate da torri, si sviluppavano dalla rocca, atte a prima difesa e a dar riparo ai contadini e al loro bestiame. Ne sussiste ancora il torrione semicircolare che terminava la cinta muraria a nord-est.
La Corte interna della rocca era coperta da una tettoia in legno; molte delle strutture erano realizzate in legno, scale, cammini di ronda, ponti levatoi, tettoie, e son andati tutti perduti.

## Il Mastio

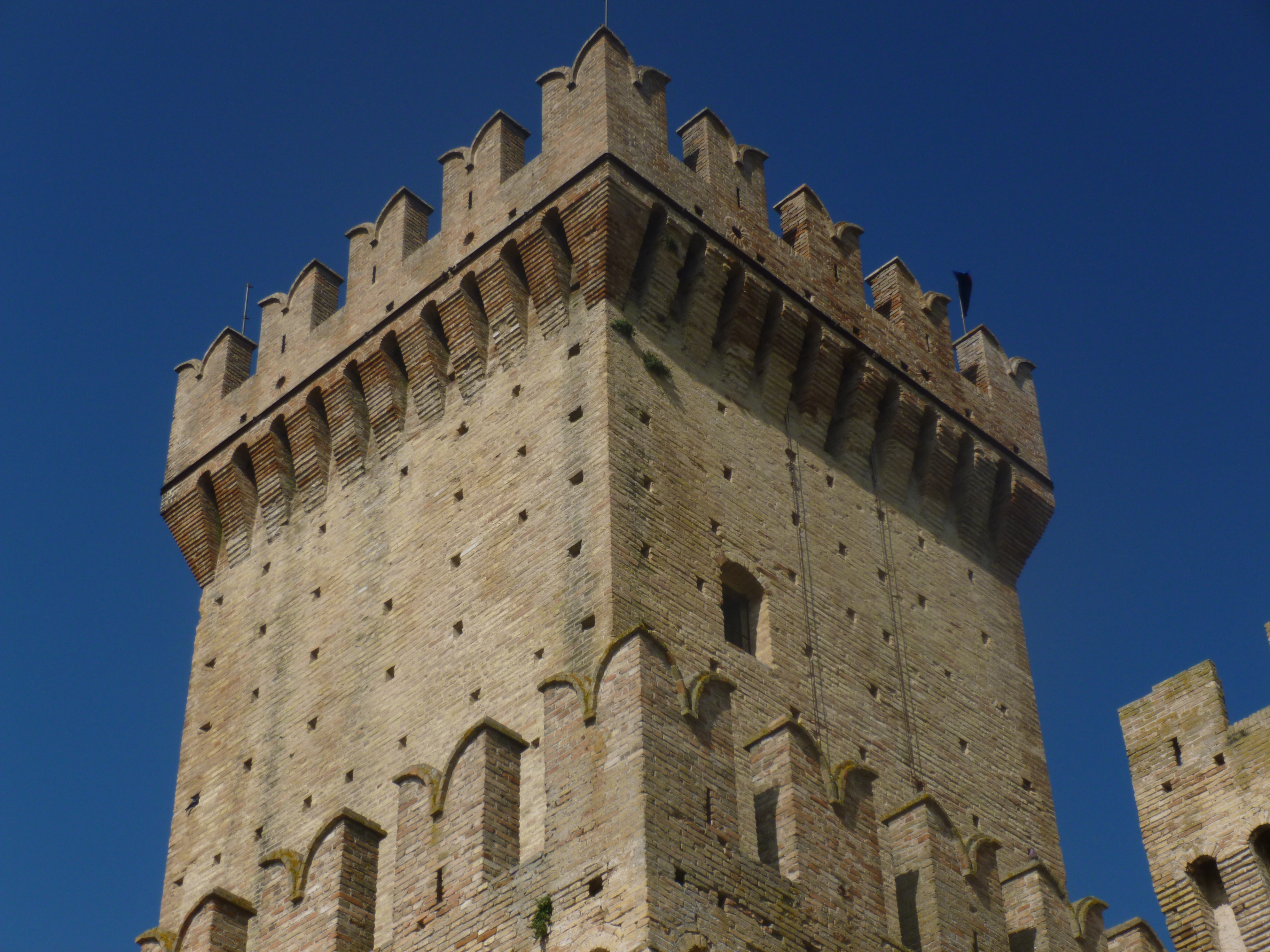
Il mastio.

All'interno della rocca, al centro della piccola corte, si erge il mastio, o torre di avvistamento, che si sviluppa su cinque livelli. Al piano terra è collocato un pozzo necessario per l'approvvigionamento dell'acqua. Nel primo piano si trova una cella comunicante col piano superiore solo tramite due botole poste sul soffitto. Il castellano risiedeva invece al terzo piano, come mostra l'unico camino presente in tutta la rocca. L'ingresso al mastio era situato al quarto piano, su un notevole dislivello. Questo era un accorgimento assai diffuso in epoca medievale: in caso di irruzione del nemico all' interno delle mura tutte le strutture d'accesso al mastio venivano distrutte, così che quest'ultimo ne restava completamente isolato e si potesse procedere alla difesa. Sulla sommità del mastio, che originariamente presentava delle coperture in legno, si trova ancora oggi la campana d'allarme, datata 1477 e che reca un'invocazione alla Madonna insieme alla firma del fonditore Iacobus de Istria.

## La Rocca oggi

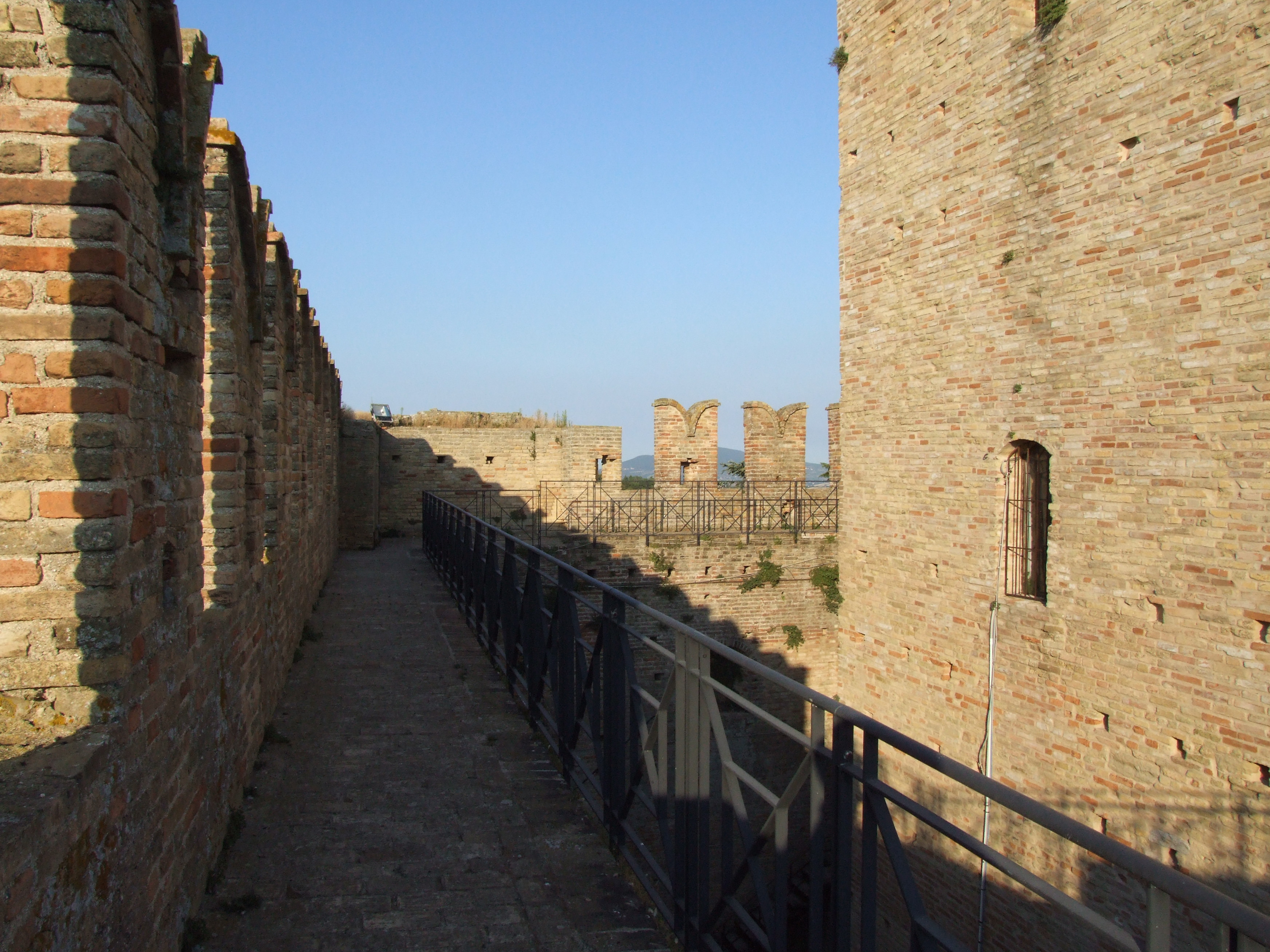
Camminamento di Ronda.

Oggigiorno la rocca fa parte del Polo Museale di Offagna. La visita al Museo della Rocca consente l'accesso alla struttura nella sua interezza, compreso il camminamento di ronda e la terrazza sulla sommità del mastio da cui si può godere di un panorama a 360° delle circostanti colline marchigiane e dei vicini centri storici, dagli Appennini fino alla riviera del Conero. Inoltre, dopo essere stata restaurata, la rocca ospita al suo interno un'interessante esposizione di armi antiche realizzata in collaborazione con l'Accademia di Oplologia e Militaria di Ancona ed i Musei di Stato della Repubblica di San Marino, nonché alcune mostre temporanee.

La Rocca di Offagna e il suo Mastio fotografate da differenti angolazioni.
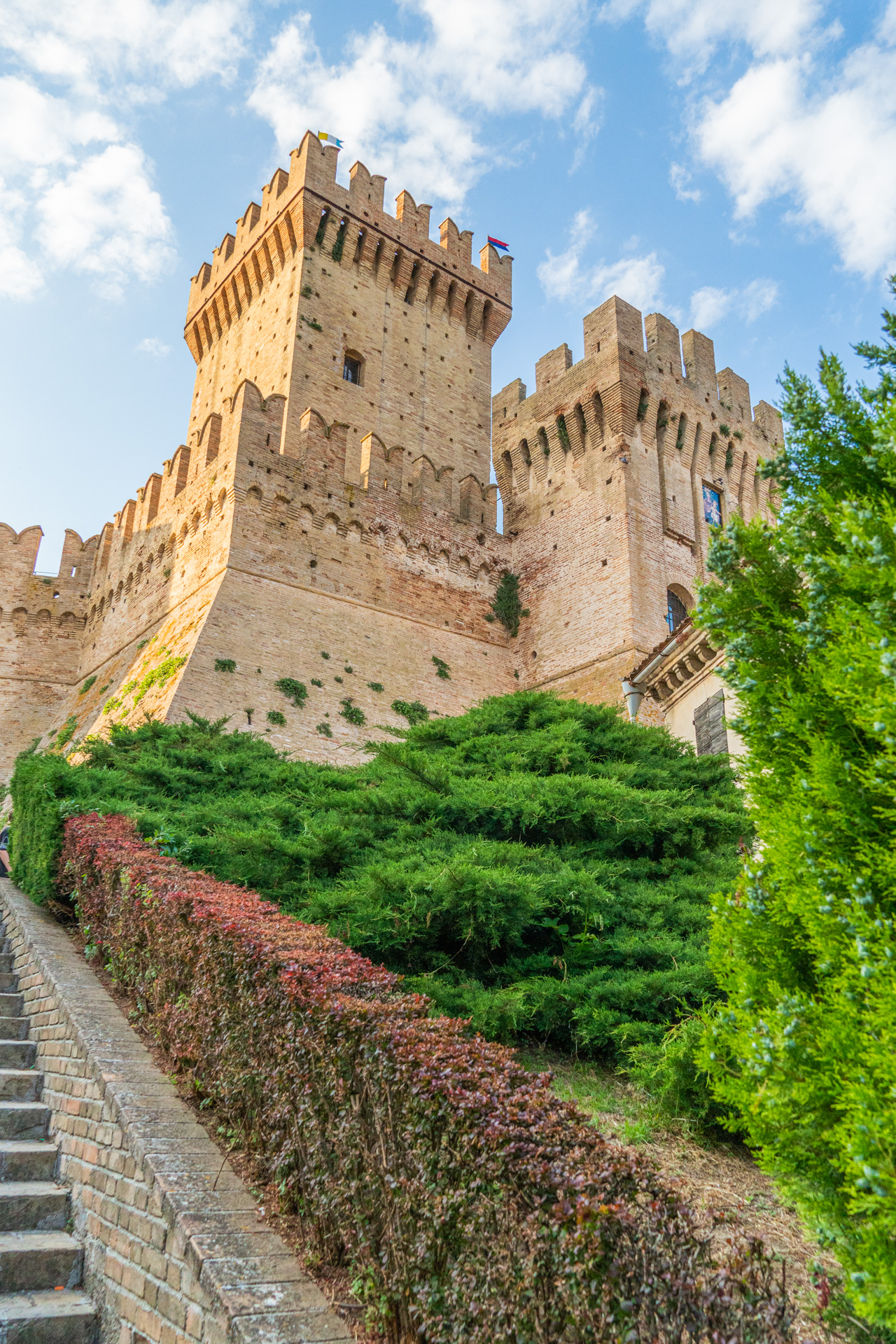
La Rocca di Offagna.
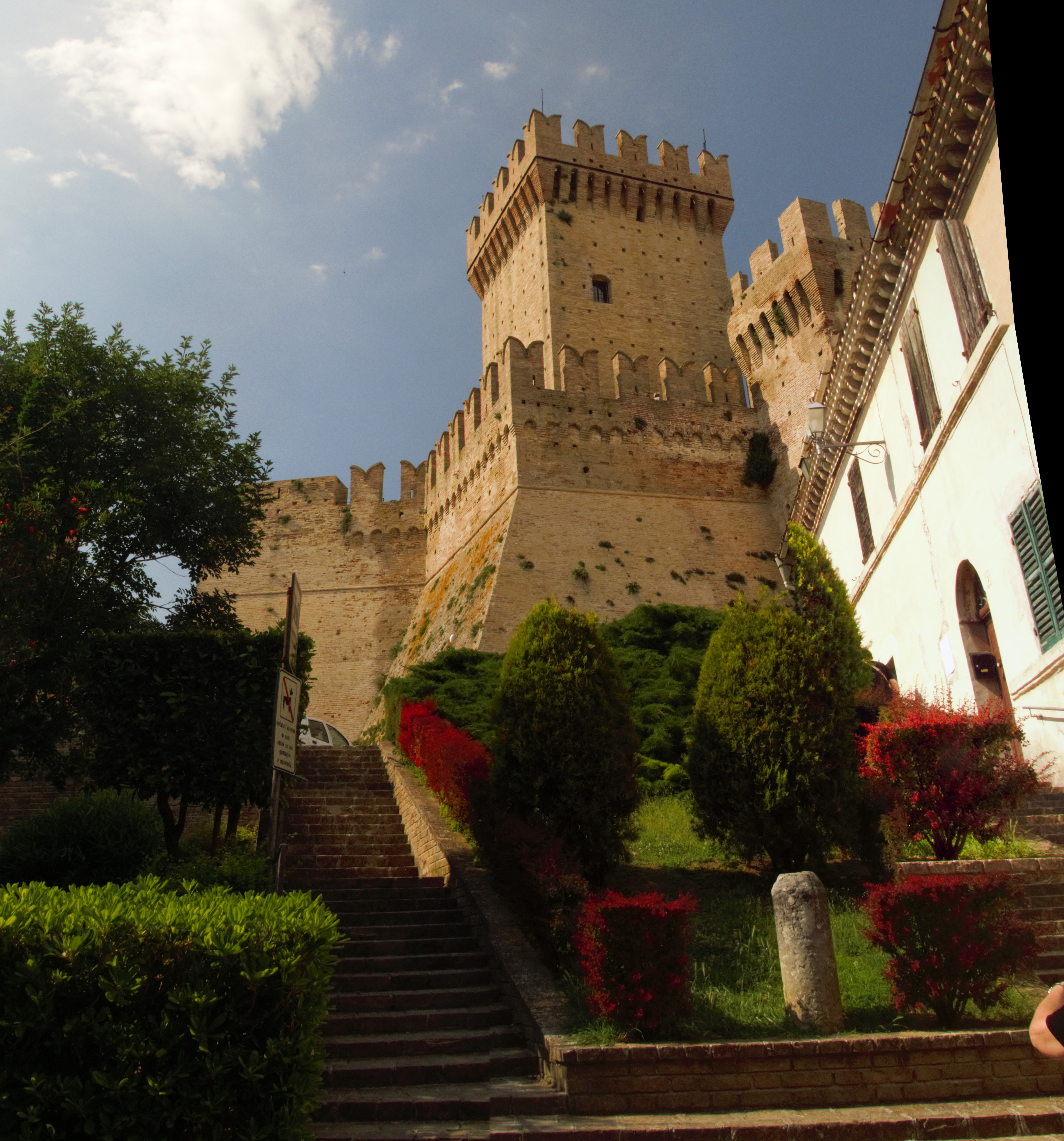
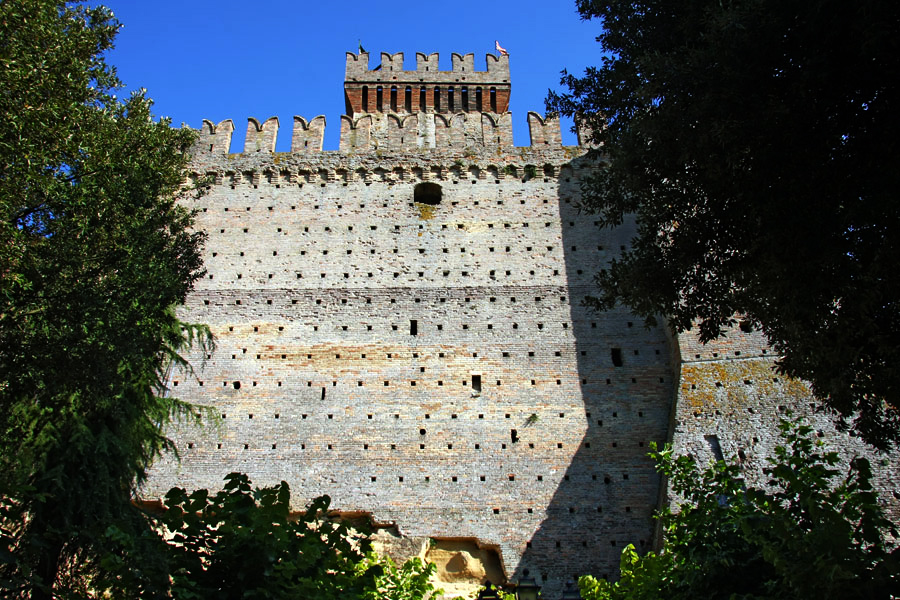
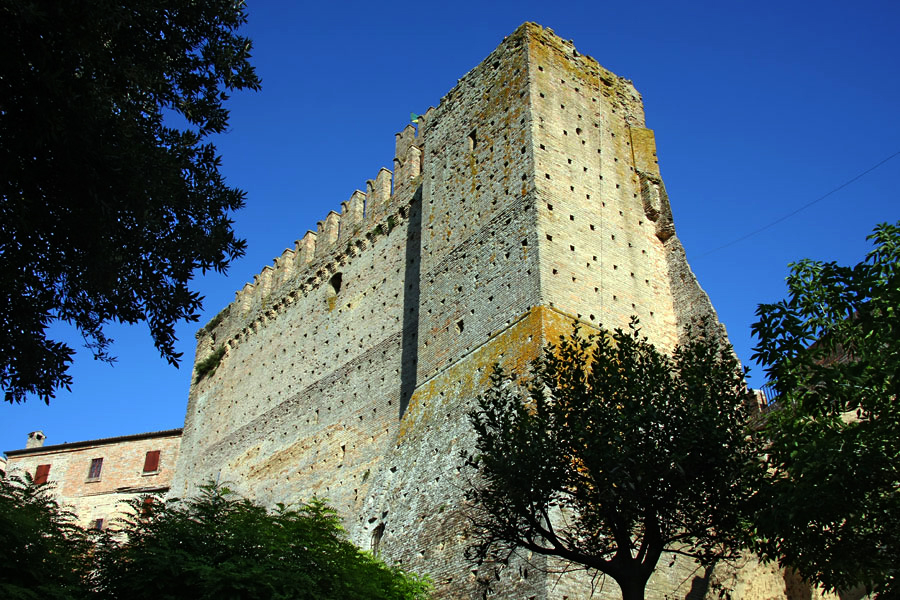
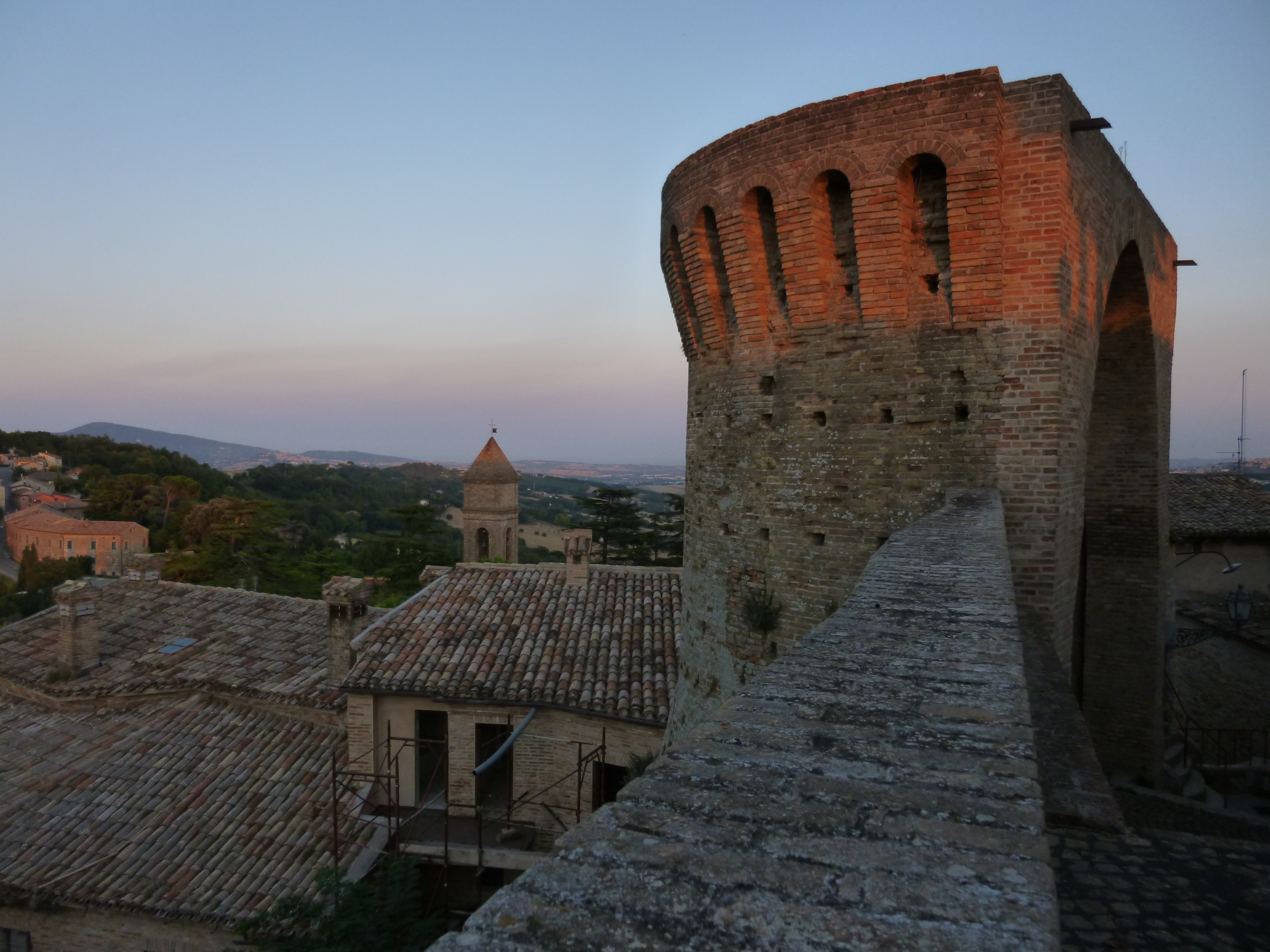
Torrione delle mura.